# Кюсси-ле-Шатель
Кюсси́-ле-Шате́ль (фр. Cussy-le-Châtel) — коммуна во Франции, находится в регионе Бургундия. Департамент коммуны — Кот-д’Ор. Входит в состав кантона Арне-ле-Дюк. Округ коммуны — Бон.
Код INSEE коммуны 21222.

## Население
Население коммуны на 2010 год составляло 121 человек.
| 1962 | 1968 | 1975 | 1982 | 1990 | 1999 | 2010 |
| ---- | ---- | ---- | ---- | ---- | ---- | ---- |
| 183  | 172  | 149  | 123  | 121  | 100  | 121  |

## Экономика
В 2010 году среди 69 человек трудоспособного возраста (15-64 лет) 53 были экономически активными, 16 — неактивными (показатель активности — 76,8 %, в 1999 году было 59,3 %). Из 53 активных жителей работали 49 человек (26 мужчин и 23 женщины), безработных было 4 (1 мужчина и 3 женщины). Среди 16 неактивных 3 человека были учениками или студентами, 10 — пенсионерами, 3 были неактивными по другим причинам.